# 1994 YE1
1994 YE1 är en asteroid i huvudbältet som upptäcktes den 22 december 1994 av de båda japanska astronomerna Seiji Ueda och Hiroshi Kaneda i Kushiro.
Asteroiden har en diameter på ungefär 13 kilometer.